# Breathe (песма групе The Prodigy)
Breathe је дванаести сингл британског бенда The Prodigy. Прво издање појавило се у облику 7" винил плоче 11. новембра 1996. године. То је био други сингл са албума The Fat of the Land.
Ова песма била је Продиџијев највећи интернационални хит. Поново је на њој био панк вокал Кита Флинта. Овај сингл изазвао је много мање контроверзе од свог претходника, сингла Firestarter, не спомињући трећи сингл са истог албума — Smack My Bitch Up.
Спот је као и неколико претходних режирао Волтер Стерн (Walter Stern). Радња спота смештена је у запуштени стан који насељавају чланови бенда и различите животиње, попут бубашваба и крокодила.
Прво уживо извођење песме одржано је на концерту у дворани Пионир у Београду, Република Србија, 8. децембра 1995. године, 11 месеци пре официјелног изласка песме. То је био први велики међународни музички наступ у Београду од распада Југославије, а уследио је убрзо након што су делимично укинуте санкције УН-а. Breathe је тако посталa иконска песма за урбану омладину Србије.

## Списак песама

### 7" винил плоча
1. A1. Breathe (Edit) (03:59)
2. B2. The Trick (4:25)

### 12" винил плоча
1. Breathe (Edit) (3:59)
2. The Trick (4:25)
3. Breathe (Instrumental) (5:35)
4. Their Law (Live at Phoenix Festival '96) (5:24)

track 1 written Liam Howlett, Keith Flint and Maxim Reality track 2-3 written by Liam Howlett

### CD сингл
1. Breathe (Edit) (3:59)
2. Their Law (Live at Phoenix Festival '96) (5:24)
3. Poison (Live at Tourhout & Werchter Festival '96) (4:25)
4. The Trick (4:25)